# مقاطعة كابيندا
 مقاطعة كَبِندة هي واحدة من بين المقاطعات الثمانية عشر في أنغولا، ومن المناطق الرئيسية لإنتاج النفط والتي تلقّب بـ«الكويت الأفريقية» 
كَبِندة الحديثة هي مزيج من ثلاث ممالك: مملكة نغويو ومملكة لوانغو ومملكة كاكونغو، كانت تسمى سابقا الكونغو البرتغالية ويفصلها عن باقي أنغولا نهر الكونغو والطرف الغربي لجمهورية الكونغو الديمقراطية. تبلغ مساحة كَبِندة نحو 7.283 كم² ويبلغ عدد سكانها نحو 114,000 نسمة وفقا لإحصاءات حكومة الولايات المتحدة لعام 1988، مع تساوٍ في التوزيع بين سكان الريف والمناطق الحضرية. يقدر اللاجئون بنحو ثلث سكان كَبِندة الذين يعيشون في جمهورية الكونغو الديمقراطية ؛ لكن بعد اتفاقية السلام عام 2007، بدأ اللاجئون العودة إلى ديارهم.

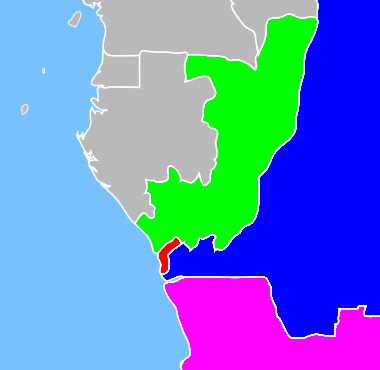
مقاطعة كَبِندة
جمهورية الكونغو
جمهورية الكونغو الديمقراطية
باقي مقاطعات أنغولا

 عاصمتها وكبرى مدنها تسمى كَبِندة أيضاً، وهي ميناء بحري مهم. بدأ التنقيب عن النفط في عام 1954 من قبل شركة نفط خليج كَبِندة، عندما كانت المقاطعة تحت حكم الإستعمار البرتغالي. تنتج معظم نفط أنغولا الذي يُعدّ أهم صادرات البلاد ويصل إلى 700,000 برميل من النفط الخام يوميا (110,000 متر مكعب) ويرتبط إنتاج نفط كَبِندة مع شركات متعددة مثل سونانغول،أجيب أنغولا (41٪) وشيفرون (39.2٪) وتوتال (10٪) وإيني (9.8٪).وتنتج كَبِندة البُنّ أيضاً، وزيت النخيل والخشب.تنقسم المقاطعة إلى أربع بلديات هي: بليز، زاو بوكو، و كَبِندة ولندانا.
أسست معاهدة سيمولامبوكو في عام 1885، في كَبِندة محمية للبرتغال وهناك عدد من حركات الاستقلال الكابيندي تعد احتلال أنغولا ل كَبِندة غير شرعي.
وإن كانت الحرب الأهلية الأنغولية قد انتهت في 2002، فإن صراعاً مسلحاً مازال مستعراً في جيب كَبِندة، حيث أعلنت بعض الفصائل استقلال جمهورية كَبِندة، ولها مكاتب تمثيل في باريس.

## التاريخ

### الحكم البرتغالي
استوطن الأفارقة السود منطقة كَبِندة قبل أكثر من ألفي عام. وفي القرن السادس عشر الميلادي، استولى المستوطنون البرتغاليون على كَبِندة وأجزاء أخرى من أنغولا. وفي الستينيات من القرن العشرين، أضفى اكتشاف النفط مقابل ساحل كَبِندة وفي أرضها أهمية اقتصادية جديدة على المنطقة. وقد كانت أنغولا ـ بما في ذلك كَبِندة ـ خاضعة للبرتغال حتى عام 1975 م، عندما حصلت على استقلالها. وحاول أعضاء إحدى الحركات الوطنية في كَبِندة الاستقلال عن أنغولا، ولكن القوات الأنجولية تساندها القوات الكوبية هزمت معظم الثوار. كما طالبت زائير (الكونغو الديمقراطية) بضم كَبِندة لها.

#### أحداث في كفاح شعب كَبِندة
- 2010 - إنشاء منتدى ليبرالي من أجل تحرير كَبِندة مجرد سد الفراغ السياسية والدبلوماسية خلق عمدا من قبل الصراعات الداخلية داخل جبهة تحرير إقليم كَبِندة وخلع كل اتجاه وTatiste Nzitiste. زعماء الحرب واضح: سلبيات الجبهة الجبهة، كلية القوات المسلحة الكونغولية مباراة
- 2010-فدا من رؤساء السابق جبهة تحرير إقليم كَبِندة-FAC والتي أجرتها استانيسلاو ألكسندر بوما تاتي انتقل إلى حكومة أنغولا بعد الهجوم على كرة القدم التوغولي Massabi. انظر اتفاق بوما وجواو ماريا.
- 2010 - أحكام بالسجن والأحكام من 3 إلى 6 سنوات من نشطاء الفكرية والمدنية كَبِندة من قبل حكومة أنغولا، بعد أحداث Massabi. ولكن سيتم الإفراج عنهم بعد 9 أشهر من الاعتقال من قبل السلطات الأنغولية بعد حملة دولية بقيادة صحيح الوطنيين كَبِندة والأصدقاء.

أرجع هجوم يرتكب ضد القوات الأنغولية مرافقة لكرة القدم التوغولية لديه ثلاثة جنود قتلى الأنغولية تراجع صريح والخونة العمل الارتباك الجنود الأنغولية آلة قتل الحافلة توغو مع 2 حالة وفاة لجبهة تحرير إقليم كَبِندة - *2010 منهم الموافقة على التسمية الإرهابية.. ولكن لا ينخدع المجتمع الدولي من خلال هذه المناورة أنغولا!
أثبتت الاجتماع التحضيري لإعداد لمؤتمر المشتركة بين كَبِندة في باريس، ولكن الذي فشل - 2009.
- 2008 - خوسيه فرناندو ليلو 1 كَبِندة الصحفي حكم تعسفي إلى 12 عاما في السجن، ولكن سيتم الإفراج عنهم بعد تسعة أشهر من الاعتقال من قبل السلطات الأنغولية بعد حملة دولية بقيادة صحيح الوطنيين كَبِندة والأصدقاء.
- 2007 - رئيس عناصر مقربة من جبهة تحرير إقليم كَبِندة، بقيادة ابنه انطوان Nzita، مبيمبا داعية اللاعنف تبدأ خدمة علنا في أنغولا و كَبِندة كمقاطعة الاعتراف تجزئة من أنغولا الشعبية.
- 2007 - الحكومة الأنغولية الخارجين عن القانون Mpalabanda ( كَبِندة سيفيك رابطة) وجميع أنشطتها، والجهات الفاعلة الرئيسية في تهميش ويموتون!
- 2006 - شعب كَبِندة ترفض الشامل التكامل مذكرة موقعة من بمبي بينتو وأتباعه (ميزان الدولة الأنغولية) وخائن وماكاريو Lembe Nzulu أمادو Mazunga.
- 2006 - الحكومة الأنغولية يفرض مذكرة تفاهم لل كَبِندة بنتو بيمبي الذي مثل علامة إنسان في كل شيء مباح تحت املاءات أنغولا خوفا من تسليمه إلى الولايات المتحدة الأمريكية حيث سلاح رفيقه آرثر Tchibassa يقضي حكما بالسجن 24 عاما في السجن!
- 2005 - بينتو بيمبي عقدت في هولندا، يختفي في ظروف غامضة من الإقامة تعلق على ظهور مرة أخرى كمفاوض في المفاوضات المزعومة مع أنغولا
- 2005 - الكهنة والعلمانيين في الكنيسة الكاثوليكية الرومانية في كَبِندة رفض تعيين المطران دوم دياس أنغولا فيلومينو لأبرشية كَبِندة، لأنه ضابط وكاتب الدولة الأنغولية وأنه هو أيضا ابن عم العام المباشر هيلدر رئيس Kopelipa دياس الأسرة العسكري للرئاسة الأنغولية.
- 2005 - تعيين أسقف D. أنغولا فيلومينو فييرا دي ناسيمنتو دياس لأبرشية كَبِندة
- 2004 - تنفيذ كَبِندة بين المؤتمرات في هولندا والتي سوف تضم أعضاء من اثنين من عصابات (FLECFAC وجبهة تحرير إقليم كَبِندة تجديد) وأنصارهم، باستثناء أولئك الذين لم تكن على متن الذي أنشأ المنتدى كَبِندة للحوار ومخصصة جنة من أعضاء جبهة تحرير إقليم كَبِندة دمج المجتمع المدني لبدء اتصالات مع أنغولا وNkoto Likanda-(CNPC)
- 2003 - إنشاء لمؤتمر «رؤية مشتركة ل كَبِندة» في Chiloango سينمائية
- 2003 - إنشاء Mpalabanda، سيفيك رابطة كَبِندة
- 2002 - أطلقت FAA «Vassoura عملية» بهدف إبادة جبهة تحرير إقليم كَبِندة-FAC وجبهة تحرير إقليم كَبِندة تجديده، ولكن الأنغولية العام لاء وسنجر وقواتهم كانت في حالة من الفوضى هو الفشل التام هو جبهة تحرير إقليم كَبِندة اسكت!
- 2002 - الرئيس خوسيه ادواردو دوس سانتوس أنغولا تقر إمكانية «الاستفتاء» على كَبِندة، ولكن ثبت ثغرة نظرا للصحفيين في سؤال من صحفيين في مؤتمر اضغط.
- 2002 - أول تقرير متسربة «الإرهاب في كَبِندة» حقوق الإنسان بالتعاون مع المجتمع المفتوح

أثار احتجاج النساء في شوارع Tchiowa كابندا على رفض كَبِندة للحصول أبنائهم في الحرب الأهلية في أنغولا بين الأمهات سراويل معهم بعد الجنود الأنغولية لديه لعنة معنى خاص - 1999 نشأة الكون في أفريقيا: كما هو الحال في الإسلام رمي الحذاء في وجه الشخص يعتبر لعنة!
تسبب تلوث البحر من كَبِندة من ترسب كميات كبيرة من الخام - 1999
- 1994 - الرئيس خوسيه ادواردو دوس سانتوس أنغولا يجتمع مع رئيس جبهة تحرير إقليم كَبِندة-FAC تياغو أنريكي Nzita في باريس، بعد ساعات قليلة من تلقي كما بيزو فرانسيسكو دي أسيس الأمين العام بامبي من CSC / جبهة تحرير إقليم كَبِندة.
- 1994 - التقى رئيس أنغولا خوسيه إدواردو دوس سانتوس مع الأمين العام للCSC / جبهة تحرير إقليم كَبِندة فرانسيسكو دي أسيس بيزو بامبي بايس.
- 1994 - فرانسيسكو خافيير Lubota يفترض رئاسة نوربرت وItula FDC الأمين العام
- 1992 - إنشاء الجبهة الديمقراطية كَبِندة (FDC) من Itoula نوربرت الذي هو الأمين العام

ترأس الخلق من AREC، واحدة من أكبر الجمعيات من الشتات كَبِندة في أوروبا، من خلال ميشال جواكيم Kouango - 1994
- 1991 - مظاهرة القومي في كَبِندة
- 1991 - الرئيس خوسيه ادواردو دوس سانتوس أنغولا أعلن في مجلس الشعب يشير إلى إمكانية منح بحكم ذاتي ل كَبِندة، التي تحولت إلى أن تكون كذبة!
- 1991 - الرئيس خوسيه ادواردو دوس سانتوس أنغولا في كَبِندة وعدت، «سوف نتحدث»

وانتخب المؤتمر الانتهاء من الإطار في لشبونة وطنيات كَبِندة وتنفيذ CSC / جبهة تحرير إقليم كَبِندة التي بيزو بامبي فرانسيسكو دي أسيس الأمين العام - 1991
- 1991 - تحويل جبهة تحرير إقليم كَبِندة / جبهة تحرير إقليم كَبِندة لجنة تجديد PM
- 1985 - القوات المسلحة الكونغولية جبهة تحرير إقليم كَبِندة، التوقيع على وقف إطلاق النار مع فابلا لSafica
- 1985 - إنشاء الاتحاد الوطني لتحرير جيب كَبِندة (UNALEC)
- 1984 - إنشاء الاتحاد الوطني لتحرير جيب كَبِندة (UNLC)
- 1979 - تفكك جبهة تحرير إقليم كَبِندة

تباع رانك Franque طردوا من زائير من تواطؤ كَبِندة لأوراق المنفى على اختيار اثنين من البلدان الأفريقية (الجابون أو توجو) و1 الغربية (كندا) وقال انه اختار المنفى لاختيار في كندا - 1979.
- 1976 - بدء من مقاتلي عن استقلال التام ل كَبِندة
- 1976 - وتزداد الاختلافات في اتجاه جبهة تحرير إقليم كَبِندة على فلسفة التنمية من الصراع بين نائب الرئيس والرئيس Mésentante، الغدر والخيانة واستقر الشك. التوترات مرتفعة وكانت مقطوعة الرأس أنصار الذين كانوا وراء كل المتحدة الرئيس المنتخب لويس غونزاغا Franque رانك (الشخص الوحيد الذي كان حتى الآن رمزا لكفاح كَبِندة وتجسد وحدة بيبلي كَبِندة) ولا تلتزم القبلية والطائفية التي توجه يتضح من نائب الرئيس الرئيس «النفس أعلنت» الحكومة المؤقتة!
- 1975 - إطلاق العنان لل«كلاسيك الحرب» في ما يسمى آلاف كَبِندة كَبِندة من الشباب حمل السلاح لحماية استقلال بلادهم التي تم الحصول عليها غاليا.
- من 1975-1912 طلب الرئيس لويس غونزاغا نوفمبر مستقلة كَبِندة رانك Franque زير الدفاع عنه العقيد جان Nzinga من نموذج كوستا كابندا DA القوات المسلحة (FAC) التي ترث بشكل طبيعي في وقت لاحق نائب رئيس كَبِندة وجبهة تحرير إقليم كَبِندة هنري (الأسئلة) (سان) «تياغو» Nzita.
- 1975-1911 نوفمبر إعلان استقلال أنغولا (2 شهور و17 يوما بعد استقلال كَبِندة) التي قسرا المرفق كَبِندة!
- 1975 - أغسطس 1st، إعلان استقلال كَبِندة في كمبالا (أوغندا) خلال مؤتمر القمة الثاني عشر لرؤساء دول وحكومات منظمة الوحدة الأفريقية / الاتحاد الأفريقي من رئيس جبهة تحرير إقليم كَبِندة لويس غونزاغا Franque رانك (التي بعد أن فهم مكيدة وراء الكواليس من الشيوعيين الأفريقية تحت قيادة الأحمر للغاية الكونغو نجوبي مارين والأنغولي العراب الأيديولوجي نيتو أغوستينو) استقلال معترف بها من قبل خمس دول ورؤساء دول: أوغندا، وتوغو، الغابون، جمهورية أفريقيا الوسطى وجمهورية الكونغو الديمقراطية (زائير سابقا).
- 1974 - الافتتاح الرسمي للمكتب في مدينة Tchiowa جبهة تحرير إقليم كَبِندة، في كَبِندة

1974-1925 أبريل، ثورة القرنفل يملي سقوط الحكم الاستعماري البرتغالي، مجموعة من ضباط aubédience MPLA الشيوعي البرتغالي والداعم وعضو في الأممية الشيوعية يفترض الانتقال في البرتغال
- 1971 - وتقدم قضية كَبِندة إلى الجمعية الوطنية للبرتغال في لشبونة
- 1967 - Nzita أنريكي تياغو يبدو أن السلطات الاستعمارية البرتغالية في كَبِندة
- 1967 - إنشاء اللجنة الثورية لل كَبِندة (CRC) عن طريق تياغو هنريك Nzita في بوانت نوار،
- 1965 - تياغو أنريكي Nzita يشمل «المساعي الحميدة الأنغوليين» مع نورمان مانويل Moukongo Lanvo واحدة من سان سلفادور. وpide العين على منهم!

بعد أن يفهم الراحل الكسندر تاتي (الذي لا علاقة له مع Builu الحالي الكسندر «تاتي» ويعرف أيضا باسم الخلط بين الحقيقي مع عائلة الكسندر تاتي كَبِندة) أن الأنغوليين برابرة يتخلى عن FNLA - 1964 وتنظم عصابات كَبِندة فقط Tropa مميزه (TE) من بوانت نوار، الذي يستمر لفترة قصيرة من قبل المعارضة لرئيس جبهة تحرير إقليم كَبِندة التي ركزت على وعود غير العنف وكاذبة اللغة البرتغالية مما يجعله يفقد استخدام الجزء الخلفي من المقاومة تاتي ألكسندر المسلحة.
- 1963 - منظمة في ميثاقها البرنامجية الوحدة الأفريقية، الأفريقية الآن الاتحاد (AU) يضع كَبِندة كدولة إنهاء استعمار أفريقيا 39 وأنغولا و35، قائمة نشرت في عام 1964. انظر الأرشيف AU.
- 1963 - 2,3,4، أغسطس الإبداع في بوانت نوار، الكونغو برازافيل جبهة لتحرير جيب كَبِندة أثناء المؤتمر 1 من القوميين كَبِندة، التي لو الأمير لويس غونزاغا Franque رانك هو بطبيعة الحال انتخب المعينة (نانا Busola) الرئيس وأيضا لأنه هو أول ل كَبِندة المعركة الثانوي زعيم موحد. نظرا لوحات ثلاثية الجوانب معايير السلفي (Mangoyo Matuma-NSI «دليل أو كشاف») الرئيس المندوبين المنتخبين بالطبع الأمير لويس غونزاغا Franque رانك. على الرغم من غيابه في اليوم الأول للمؤتمر، والأيام الأخيرة جاء للاستفسار عن خبر والكونغرس، ويعين هنري Nzita تياغو الحاضر نائب جبهة تحرير إقليم كَبِندة نظرا معايير وحة ثلاثية الجوانب السلفي (Makongo-NKA ^ أنا «أم أو زوجة» ووفقا لمعايير الأجداد وحة ثلاثية الجوانب (Maloango-Nuni «الزوج أو الأب» المندوبين انتخاب أنطونيو Sozinho والأمين العام لجبهة تحرير إقليم كَبِندة، وعلى هذا الأساس أن العبقرية دائما وقد عززت اتحاد كَبِندة "Mukuku MA TATU MATELIKA nzungu LI LI NA BABU "والمرجل يقف على التلة عدم الاتزان 3 الرابع جوفاء! وجميع أولئك الذين يريدون تغيير الاتجاهات التي انهارت مثل بيت من ورق! مثيلات متعددة وهي بليغة: FDC UNALEC، MRITC MNC جبهة تحرير إقليم كَبِندة رينوفادا، جبهة تحرير إقليم كَبِندة / FAC، ASCOCA، CAARC، جبهة تحرير إقليم كَبِندة / جبهة تحرير إقليم كَبِندة الأحمر / أسود، جبهة تحرير إقليم كَبِندة / LUBOTA، جبهة تحرير إقليم كَبِندة / لوبيز، Flek etc.toutes هذه الهياكل على أساس القبلية والعشائرية هي الإقليمية ثبت فكرة المحتضرة في بناء الأمة: العنصرية والقبلية والتحيز الجنسي والدين لا مكان لها.
- 1962 - إنشاء لجنة العمل القومي لحركة الوحدة الوطنية في كَبِندة (العرب) من إخراج Nzita تياغو
- 1962 - إنشاء لمجموعة صغيرة الجهوية التحالف Mayombe (ALIAMA) من إخراج Sozinho أنطونيو الذي كان قد استقال من UPA بعد معالجة لFNLA هولدن روبرتو في أنغولا، وأنطونيو Sozinho العثور على منطقة رد الفعل يكون في هذا السياق الإقليمي الذي يخلق حركة ALLIAMA!
- 1962 - لويس غونزاغا رانك Franque بصفته رئيس MLEC تشارك في 4 ª الجمعية العامة لجنة الأمم المتحدة في الامم المتحدة، حيث سيلقي كلمة لا تنسى. انظر الوثيقة أدناه.
- 1960 - من على منبر الجمعية العامة للأمم المتحدة، ستيفان Tshitshele، ثم قدم نائب الرئيس ووزير الشؤون الخارجية في الكونغو برازافيل إلى كَبِندة العريضة المجتمع الدولي

ويعين بشكل طبيعي تأسيس حركة لتحرير جيب كَبِندة (MLEC) كَبِندة قبل القوميين من جميع الجهات، بما في ذلك لويس غونزاغا الأمير Franque رانك الرئيس - 1960.
- 1959 - مؤسسة المجموعة الوطنية معروف من قبل الجماعة كَبِندة (COMCABI) ويختفي فعالية ضد ECMO في يوبولدفيل (كينشاسا).
- 1959 - مؤسسة الاتحاد فريق الاقليميين يعرف الاجتماعية Mayombe Luali (USML)
- 1956 - مؤسسة القومية للفريق الرابطة الأولى المعروفة الأصليين التابع للجيب كَبِندة (ميجا) ويتحول في وقت لاحق في تأسيس «رابطة المواطنين من جيب كَبِندة» (AREC) وتحويلها إلى ديناميات الجماعة السياسية التي يعين الأمير لويس بطبيعة الحال رانك Franque غونزاغا الرئيس.
- 1956 -. لدواعي الاقتصاد في الموارد والراحة الإدارية (مثل AEF) البرتغال إداريا حتى كَبِندة وأنغولا تحت سلطة حاكم مقرها في لواندا، ولكن في أي وقت من الأوقات يتم دمج المنطقتين نظمها الأساسية تبقى منفصلة كَبِندة (المحميات البرتغال) أنغولا (مستعمرة للبرتغال).
- 1954 - يبدأ النفط من الخليج كَبِندة كَبِندة شركة النفط الأمريكية
- 1954 - تشييد النصب الذي يرمز إلى معاهدة Simulambuco إقليم كَبِندة ربط للأمة من البرتغال، خلال أول زيارة لوزير أنطونيو سالازار البرتغال. وهي رمز من الاحتفال التكامل في كَبِندة الأمة البرتغالية.
- 1885 - ومحمية البرتغالية في كَبِندة يصبح أساس معاهدة Simulambuco مما يؤكد السابقتين (1883 وواحدة من *Chimcamba Chimfuma 1884) المعترف بها دوليا من قبل مؤتمر برلين خلال تقسيم أفريقيا (انظر الوثيقة الختامية § دعا مؤتمر برلين). [nonneutral]

بعد استقلال أنغولا

#### الاندماج الإداري مع أنغولا
بحلول منتصف العشرينات من القرن الماضي، حُددت حدود أنغولا أخيرًا في مفاوضات مع القوى الاستعمارية المجاورة، ومنذ ذلك الحين، تم التعامل مع كَبِندة كجزء من هذه المستعمرة. ميز الدستور البرتغالي لعام 1933 بين مستعمرة أنغولا ومحمية كَبِندة ولكن في عام 1956 نُقلت إدارة كَبِندة إلى الحاكم العام لأنغولا. كما تم التعبير عن التمييز القانوني بين وضع كَبِندة ووضع أنغولا في الدستور البرتغالي لعام 1971. ومع ذلك، عندما أُعلن أن أنغولا «مقاطعة ما وراء البحار» (Província Ultramarina) داخل الإمبراطورية البرتغالة في عام 1951 (في عام 1972 غُير الاسم إلى «دولة أنغولا»)، كَبِندة كانت تُعامل على أنها منطقة عادية في أنغولا.
تحت الحكم البرتغالي، تطورت كَبِندة كمركز زراعي وغابات مهمة، وفي عام 1967 اكتشفت حقول نفط بحرية ضخمة. كان النفط والأخشاب وال كاكاو من أهم صادراتها في ذلك الوقت. كانت مدينة كَبِندة، عاصمة الإقليم، مركزًا إداريًا وخدميًا برتغاليًا به ميناء ومطارًا جويًا. كانت شواطئ كَبِندة مشهورة بين البرتغاليين الأنغوليين.

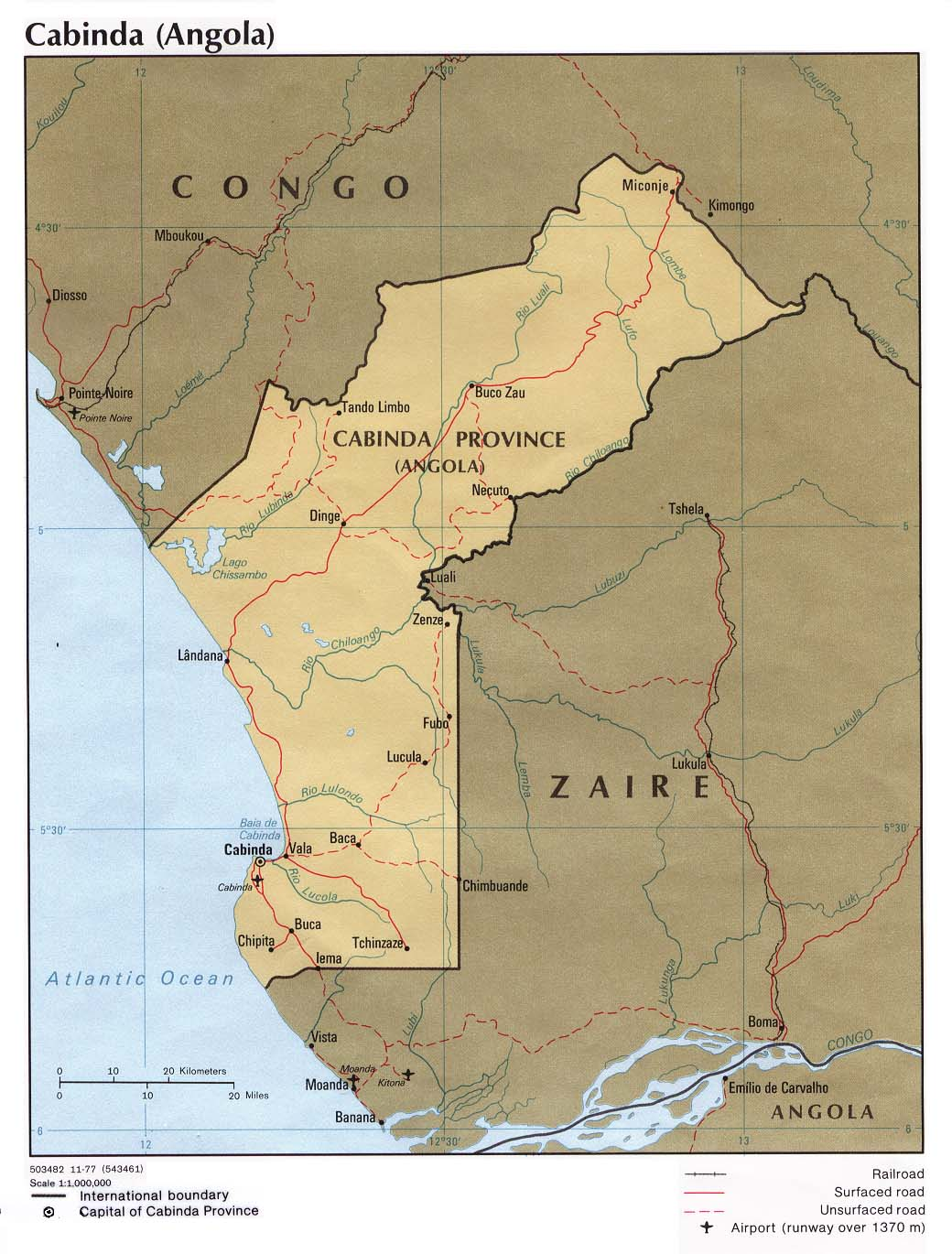
1977 map of Cabinda

### بعد استقلال أنغولا من البرتغال
A 1974 ثورة القرنفل abolished the authoritarian regime established by أنطونيو سالازار that had been prevailing in Portugal for decades. The new government decided immediately to grant all Portuguese colonies the independence for which nationalist movements had been striving. In Angola, the decolonization process took the form of a violent conflict between the different movements and their allies. In 1975 the اتفاقية ألفور between Portugal and الجبهة الوطنية لتحرير أنغولا (FNLA), People's Movement for the Liberation of Angola (الحركة الشعبية لتحرير أنغولا) and National Union for the Total Independence of Angola (يونيتا) reconfirmed Cabinda's status as part of Angola. The treaty was rejected by several Cabindan political organizations which were in favour of a separate independence. Since then, Cabinda has been, on the one hand, a normal Angolan province, but on the other hand, there has been persistent political protest against this status as well as a number of guerrilla actions.

## الاقتصاد
Consisting largely of غابة استوائية، Cabinda produces hardwoods, coffee, cocoa, crude rubber and palm oil. The product for which it is best known, however, is its oil. Conservative estimates are that Cabinda accounts for close to 60% of Angola’s oil production, estimated at approximately 900,000 برميل لكل يوم (140,000 م3/ي), and it is estimated that oil exports from the province are worth the equivalent of US$100,000 per annum for every Cabindan. Yet, it remains one of the poorest provinces in Angola. An agreement in 1996 between the national and provincial governments stipulated that 10% of Cabinda’s taxes on oil revenues should be given back to the province, but Cabindans often feel that these revenues are not benefiting the population as a whole, largely because of corruption. The private sector, particularly the صناعة نفطية، has both affected and been affected by the secessionist conflict. During the early days of Cabinda's struggle, the قائمة شركات البترول were perceived to be sympathetic to, if not supportive of, Cabinda’s self-determination cause. The strategy used by the separatists to gain international attention, was most evident in 1999 and 2000. During 1999, FLEC-R kidnapped four foreign workers (two Portuguese and two فرنسا citizens), but released them after several months, having failed to attract the attention of the international community. FLEC-FAC also increased its activities during 2000 with the more widely publicized kidnapping of three Portuguese workers employed by a construction company, while FLEC-R kidnapped another five Portuguese civilians. These hostages were not freed until June 2001, following the diplomatic intervention of the governments of الغابون and Congo Brazzaville.

## الانفصال

### أسس عرقية من أجل تقرير المصير
The arguments for self-determination are based on Cabindans' cultural and ethnic background. Prior to the معاهدة سيمولامبوكو، three kingdoms existed in what is now referred to as Cabinda: Cacongo, Ngoyo, and Loango. The Cabindans belong to the شعب الكونغو ethnic group whose language is لغة كونغو. The Bakongo also comprise the majority of the population in أويغي and مقاطعة زائيرs of أنغولا. However, despite this shared ancestry, the Cabindans developed a very different culture and distinct variants of the Kikongo language. As a result, Cabindans, in their vast majority, consider themselves different and separate from the Angolans[بحاجة لمصدر].
Ethno-cultural uniqueness as a basis for self-determination has been vehemently opposed in Angola, by both the government and by prominent intellectuals and civil society personalities. The MPLA's Secretary-General, for example, has characterized the argument as "not enough to grant it independence, because all the provinces in the country have specific cultures".

### تاريخ الانفصالية
In the early 1960s, several movements advocating a separate status for Cabinda came into being. The Movement for the Liberation of the Enclave of Cabinda (MLEC) was formed in 1960 under the leadership of Luis Ranque Franque. Resulting from the merger of various نزوح associations in برازافيل، the MLEC rapidly became the most prominent of the separatist movements. A further group was the Alliama (Alliance of the Mayombe), representing the Mayombe, a small minority of the population. In an important development, these movements united in August 1963 to form a united front. They called themselves the FLEC, and the leadership role was taken by the MLEC’s Ranque Franque.
In marked contrast with the الجبهة الوطنية لتحرير أنغولا، the FLEC’s efforts to mobilize international support for its حكومة في المنفى met with little success. In fact, the majority of Organization of African Unity (OAU) members, concerned that this could encourage separatism elsewhere on the continent and duly committed to the sanctity of state borders, firmly rejected recognition of the FLEC’s government in exile.
Later, in the course of Angola's turbulent إنهاء الاستعمار process, Ranque Franque proclaimed the independence of the "Republic of Cabinda" in كامبالا on 1 August 1975 at an OAU summit which was discussing Angola at that precise moment. Zairian President موبوتو سيسي سيكو called for a referendum on the future of the Cabinda. Lopes is reported to have said at the time that "Cabinda exists as a reality and is historically and geographically different from Angola".
FLEC formed a حكومة مؤقتة led by Henriques Tiago ‏. The حرب الاستقلال الأنغولية from Portugal was proclaimed on 1 August 1975. Luiz Branque Franque was elected president. After the declaration of Angolan independence in November 1975, Cabinda was invaded by forces of the الحركة الشعبية لتحرير أنغولا (MPLA) with support of troops from كوبا. The MPLA overthrew the provisional FLEC government and incorporated Cabinda into Angola.
Thus, when in January 1975 Angola’s three liberation movements (MPLA, FNLA, and UNITA) signed the اتفاقية ألفور with the colonial power, to establish the modalities of the transition to independence, FLEC was not invited. Subsequently, and for much of the 1970s and 1980s, FLEC operated a صراع منخفض الحدة، حرب عصابات، attacking Angolan government troops and economic targets or creating havoc by kidnapping foreign employees working in the province’s oil and construction businesses.
In April 1997, Cabinda joined the منظمة الأمم والشعوب غير الممثلة، a democratic and منظمة دولية whose members are سكان أصليون، قائمة النزاعات الإقليمية، minorities and independent states or territories. In 2010, Cabinda became a charter member of the Organization of Emerging African States (OEAS).

### تاريخ حديث
An مخصص (علوم) الأمم المتحدة commission for human rights in Cabinda reported in 2003 that many atrocities had been perpetrated by the MPLA. In 2004, according to Peter Takirambudde, executive director of the هيومن رايتس ووتش mission for Africa, the Angolan army continued to commit حقوق الانسان في أنغولا in Cabinda.
Although the Angolan government says FLEC is no longer operative, this is disputed by the Republic of Cabinda and its Premier, Joel Batila. Recent hikes in oil prices have made Cabinda's untapped onshore احتياطيات النفط a valuable commodity.

### اتفاقية السلام
In July 2006, after ceasefire negotiations in the Republic of Congo, António Bento Bembe - as a president of Cabindan Forum for Dialogue and Peace, vice-president and executive secretary of FLEC - announced that the Cabindan separatist forces were ready to declare a ceasefire. Bembe is the leader of the "Cabindan Forum for Dialogue", an organization which represents most Cabindan groups. The peace was recognized by the United States, France, Portugal, روسيا، Gabon, جمهورية الكونغو الديمقراطية، جمهورية الكونغو، اليابان، كوريا الجنوبية، the الاتحاد الأوروبي and the African Union.
"We're going to sign a cease-fire with the Angolans who in return have accepted the principle of granting special status to Cabinda", he announced, implying that while his group is resigned to be a part of Angola, they have gotten a promise of some form of autonomy.
FLEC-FAC from Paris contends Bembe has no authority or mandate to negotiate with the Angolans and that the only acceptable solution is total independence.

### الهجوم على حافلة منتخب التوغو لكرة القدم
في 8 يناير 2010، في حين كانت القوات الأنغولية ترافق حافلة منتخب توغو لكرة القدم عبر المنطقة المتنازع عليها في كَبِندة، تعرضت الحافلة التي تقل المنتخب التوغولي لهجوم مسلح بينما كانت في طريقها إلى كأس الأمم الأفريقية لكرة القدم 2010. أدى تبادل إطلاق النار إلى في مقتل مساعد مدرب المنتخب والمتحدث باسمه وسائق الحافلة، فضلا عن إصابة عدة أشخاص آخرين.
أعلن فرع من جبهة تحرير مقاطعة كَبِندة المسؤولية. وقال رودريغز مينغاص، الأمين العام لجبهة تحرير جيب كَبِندة (الجناح العسكري)، أن مقاتليه قصدو مهاجمة حراس الأمن الأنغوليين أثناء مرور الموكب عبر كَبِندة وقال مينغاص لقناة فرانس 24
| مقاطعة كابيندا | لم يكن الهدف من هذا الهجوم استهداف لاعبي توغو ولكن القوات الأنغولية على رأس الموكب ، كان من الصدفة وحدها أن إطلاق النار أصاب اللاعبين. لا توجد لدينا أي علاقة مع توغو ونقدم تعازينا للأسر الإفريقية ولحكومة توغو. نحن نقاتل من أجل تحرير كابيندا كاملة... | مقاطعة كابيندا |

أدانت الحكومة التوغولية الهجوم، الذي وصفته بالعمل الإرهابي، وتعهدت بضمان الأمن خلال فعاليات كأس أمم إفريقيا، حسب ما أكده وزير الشباب والرياضة التوغولي، الذي قال:
| مقاطعة كابيندا | أريد أن أؤكد، باسم حكومة أنغولا، أن الحادث لن يؤثر بطريقة أو بأخرى على تنظيم وأمن كأس أمم إفريقيا 2010 | مقاطعة كابيندا |

## روابط خارجية
- Official website of province governor
- Information on this province at the Angolan ministry for territorial administration
- Information on this province at Info Angola
- Official "Republic of Cabinda" web site
- موقع الحكومة في المنفى
- US government statistics from 1988
- Kabinda in the 1911 Encyclopædia Britannica
- Exploitation of people of Cabinda alleged